# Identiteitsbewijs
Een identiteitsbewijs is een middel om je te identificeren zoals een paspoort of een identiteitskaart.

## Nederland

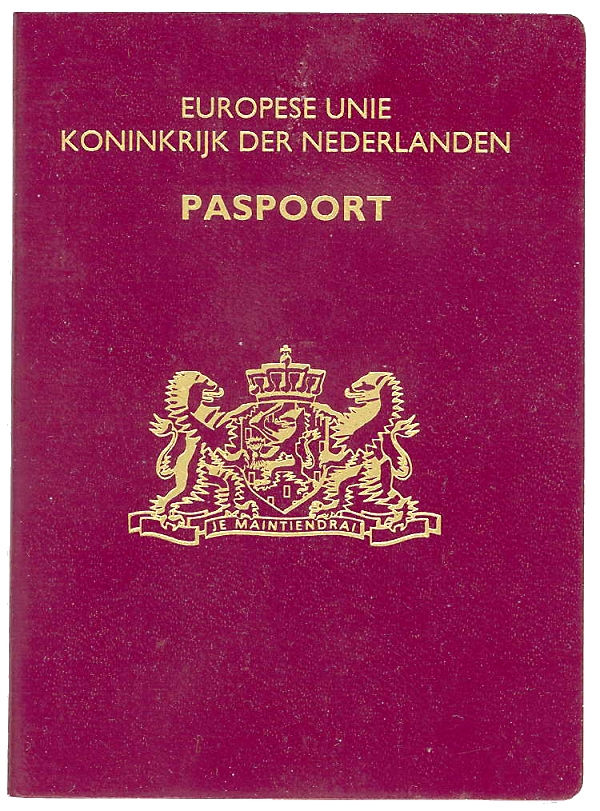
Paspoort

Ingevolge de Wet op de identificatieplicht worden de volgende documenten primair als geldig identiteitsbewijs aangemerkt:
- een Nederlands paspoort, Nederlandse identiteitskaart of Nederlands rijbewijs;
- een vreemdelingen- of vluchtelingenpaspoort;
- een diplomatiek paspoort of dienstpaspoort;
- een paspoort van een EU- of EER-land;
- een niet-Nederlands paspoort waarin de gemeente een verblijfssticker heeft aangebracht;
- een geldig verblijfsdocument voor vreemdelingen;
- een W-document.

Het rijbewijs is niet in alle situaties een erkend identiteitsbewijs, want in situaties waarin gegevens over verblijfsstatus en nationaliteit belangrijk zijn, kan de houder zich er niet mee identificeren.
Na de invoering in 1811 van een Burgerlijke stand in Nederland werd het voor de overheid mogelijk massaal identiteitsbewijzen uit te geven. Sinds 2005 zijn alle inwoners van Nederland vanaf veertien jaar verplicht een identiteitsbewijs te kunnen tonen aan het bevoegd gezag. Het betreft dus een toonplicht, geen draagplicht. Er gelden bepaalde regels; vertegenwoordigers van het bevoegd gezag mogen niet zonder gegronde reden naar een identiteitsbewijs vragen.

## België
In België is de Identiteitskaart ingevoerd in 1919. Het systeem is toen overgenomen van de Duitse bezetter.
In tegenstelling tot Nederland geldt in België alleen de identiteitskaart als volledig geldig. Voor mensen zonder identiteitskaart die in België wonen en recht hebben op sociale voorzieningen wordt binnen de Sociale Zekerheid de ISI+-kaart gebruikt als identificatie. Deze vangt het gat op dat ontstond bij de vervanging van de SIS-kaart met de elektronische identiteitskaart.

## Caribisch Nederland
In Caribisch Nederland wordt van overheidswege aan inwoners een cedula verstrekt, die nu nog (in 2020) op naam staat van de Nederlandse Antillen. De cedula geldt als identiteitsbewijs en als reisdocument binnen het koninkrijk.

## Identiteitsfraude
Bij bijvoorbeeld het huren van een auto, het boeken van een hotel of het afsluiten van een telefoonabonnement vraagt men vaak om een kopie van rijbewijs of paspoort. Ter voorkoming van identiteitsfraude raadt de Nederlandse overheid aan om in dat geval groot op de kopie te schrijven dat het een kopie is, voor wie deze bedoeld is en de datum, en om bovendien het burgerservicenummer onleesbaar te maken, ook in de balk met codes. Bedrijven die een kopie maken gebruiken soms een mal waardoor niet alle gegevens worden gekopieerd.

## Verschil met een legitimatiebewijs
In populair taalgebruik wordt legitimatiebewijs soms als synoniem gebruikt voor het identiteitsbewijs. In juridisch opzicht zijn deze twee documenten echter niet hetzelfde. Een identiteitsbewijs toont namelijk aan wie een persoon is. Een legitimatiebewijs toont aan waar een persoon rechtsgeldig aanspraak op kan maken.

## Digitaal identificeren

### Nederland
Digitaal identificeren kan bij een belastingaangifte of bij de RDW met behulp van de DigiD. Een aanvulling hierop is Remote Document Authentication (RDA). De te gebruiken identiteitsbewijzen zijn de bestaande middelen met een contactloze NFC-chip: het rijbewijs, de identiteitskaart en het paspoort. Voor het lezen van de chip is een NFC-chipkaartlezer of smartphone met NFC nodig. Nederland is voornemens om de chip op het identiteitsbewijs en het rijbewijs uit te breiden, zodat ook de inloggegevens erop staan. De Nederlandse DigiD wordt opgenomen in Idensys.

### België
In België heeft men het CSAM-systeem met elektronische identiteitskaart.

### Europese Unie
In september 2020 werd een “beveiligde Europese e-identiteit” in het vooruitzicht gesteld, een uitbreiding van de eerdere eIDAS-verordening uit 2014. Commissievoorzitter von der Leyen omschreef het ontwerp als "Een e-identiteit die wij kunnen vertrouwen en die elke burger overal in Europa kan gebruiken om van alles te doen – van belasting betalen tot een fiets huren. Een technologie waarbij we zelf kunnen controleren welke gegevens worden gebruikt en hoe ze worden gebruikt." Het plan werd in mei 2021 ingediend als ontwerpverordening Europese e-ID tot wijziging van EU-verordening 910/2014.